# Abdul-Rahim Hamed
Abdul-Rahim Hamed (àrab: رحيم حميد)  (Iraq, 23 de maig de 1963) és un exfutbolista iraquià de la dècada de 1980 i posteriorment entrenador de futbol.
Fou internacional amb la selecció de futbol de l'Iraq amb la qual participà a la Copa del Món de futbol de 1986.
Pel que fa a clubs, destacà a Al-Jaish.